# Plaza de toros de Béjar

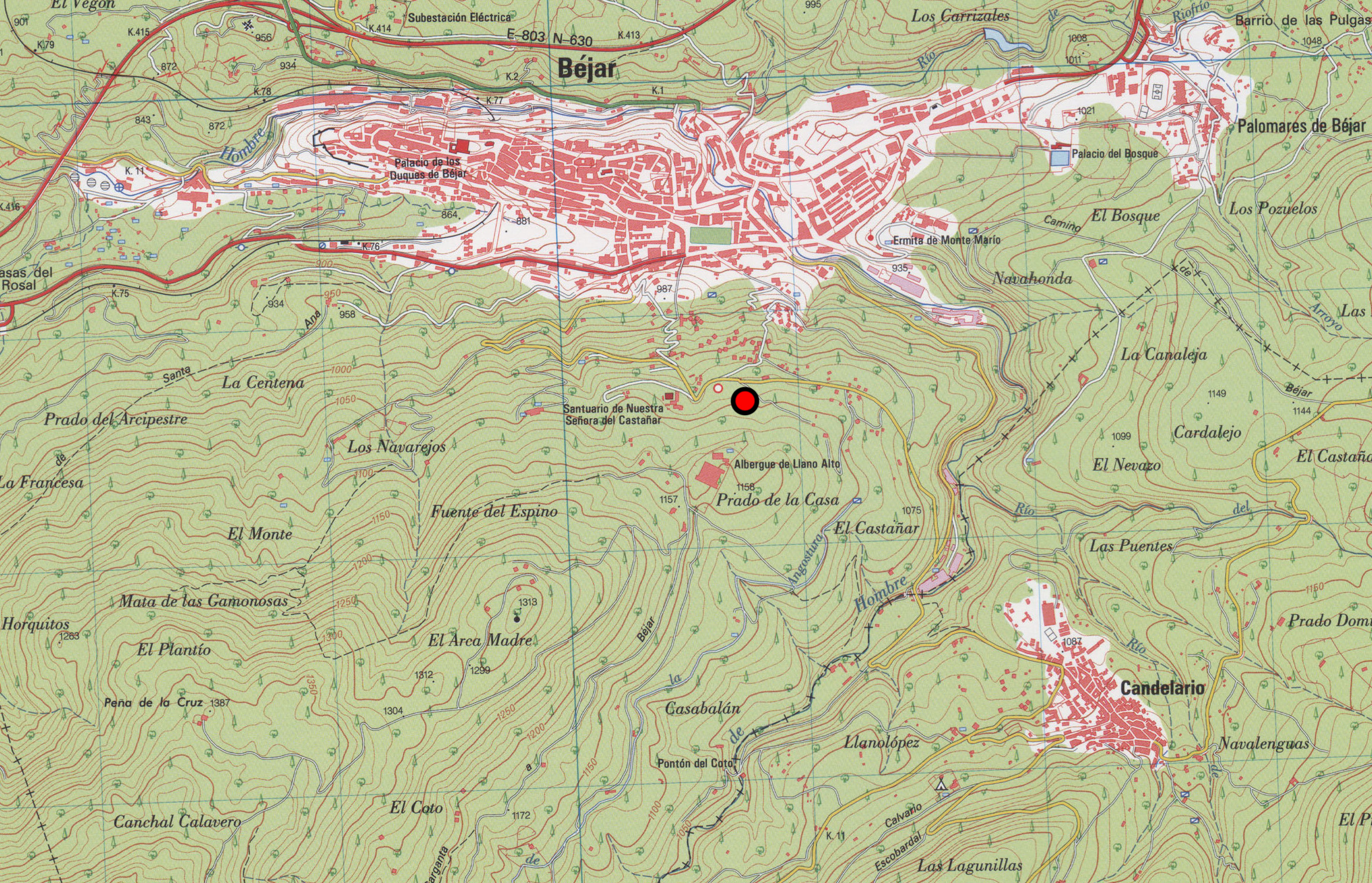
Ubicación de la Plaza de toros de Béjar.
(De Centro Nacional de Información Geográfica - https://centrodedescargas.cnig.es/CentroDescargas/, CC BY 4.0, https://commons.wikimedia.org/w/index.php?curid=76226398)

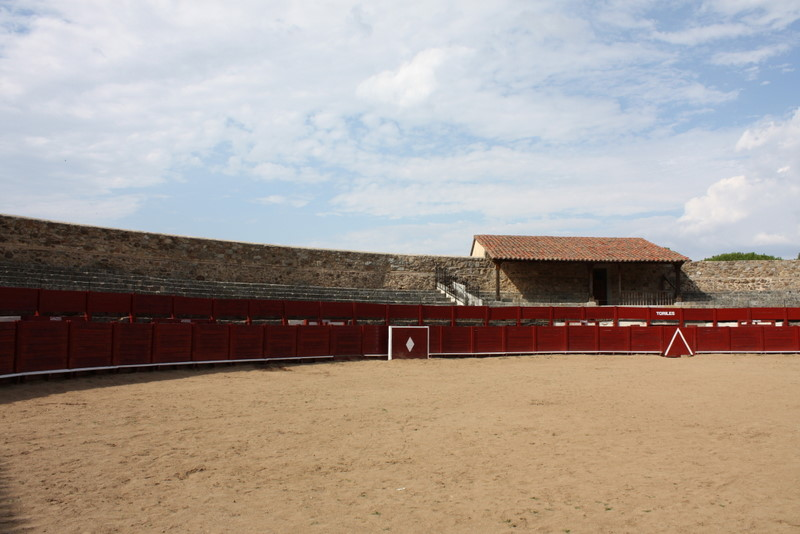
Interior de la plaza de toros, vista tendidos de sol y sombra

La plaza de toros de la ciudad de Béjar, en la provincia de Salamanca (España), más conocida como la de La ancianita, es el coso taurino más antiguo de los que se conservan en España, inaugurado en 1711. Situado en el monte del Castañar junto al Santuario de la Virgen del Castañar, a dos kilómetros de Béjar.
La plaza de toros de Béjar está incluida dentro de la Unión de Plazas de Toros Históricas, siendo Béjar la promotora de dicha asociación.

## Orígenes

### Antecedentes
La historia de la plaza puede seguirse a través de los documentos conservados en el Archivo Provincial de Salamanca y en los archivos Municipales de Béjar. La referencia escrita más antigua que se conserva es de un documento que se conserva en el Archivo Histórico Provincial de Salamanca datado el 20 de mayo de 1607 que hace referencia a un festejo taurino en el que se corrió un toro en la plaza mayor de la localidad salmantina, estos festejos fueron habituales durante las fiestas del Corpus. En años posteriores se realizaron corridas de toros en otras plazas públicas de la ciudad, fue el caso de la realizada en la plazuela de la parroquia de Santa María con motivo de la  festividad de su patrona, la Virgen de la Asunción, el día 26 de julio de 1654.
A mediados del siglo XVII la Cofradía de la Virgen del Castañar junto con el Cabildo Eclesiástico de Béjar, encargaron la ampliación de la ermita del Castañar y decidieron dotarla de un retablo, obra de Miguel Ciprés, y de una sacristía. Para costear el importante gasto de las obras se realizó una solicitud por parte de los vecinos al Consistorio del Concejo con fecha del 4 de agosto de 1667 en la que se solicitaba permiso para construir una plaza de toros cerrada junto a la ermita, en la que se pretendía correr toros de limosna con el fin de financiar las reformas con las donaciones y aumentar los devotos. El Consistorio del Conejo dio traslado de la petición a la duquesa de Béjar, Teresa Sarmiento de la Cerda –viuda del duque Juan Manuel I–,  en la misma fecha. La petición fue denegada en una carta del 10 de agosto del mismo año (1667) alegando la duquesa la situación económica en la que se encontraba la localidad a consecuencia de la guerra entre España y Portugal. A cambio la duquesa ofreció el importe del coste de un toro en limosna para costear las obras. Las fiestas y juegos de toros, así como los encierros siguieron realizándose en las plazas de la ciudad en años posteriores con motivo de las fiestas patronales o en las celebraciones de eventos sociales como fue la boda en 1677 de Manuela de Zúñiga, hija de Juan de Zúñiga y Sotomayor, IX duque de Béjar –algunas fuentes lo mencionan como X duque de Béjar– y Teresa Sarmiento de la Cerda, con el conde de Benavente y Luna Francisco Casimiro Pimentel.
Con motivo del nacimiento del Príncipe de Asturias, que luego reinó con el nombre de Luis I de España, se celebró una corrida de toros en la plaza mayor de la Villa, dados los problemas económicos de la época tan solo se corrieron tres toros que se abonaron con la recaudación del festejo taurino, información que fue recogida en el acta de sesión del Concejo del 27 de agosto de 1707.

«Primeramente dijeron y acordaron que por cuanto Dios Ntro. Señor ha servido favorecernos con el feliz suceso del nuevo príncipe de las Asturias... en nacimiento de gracias y en renumeración de algún género de obsequio atendida la imposibilidad de esta Villa y Tierra acordaron se compren por no poder esforzarse mas tres torosque se han de pagar con su capea dicha Villa y Tierra...»
Acta de sesión del Concejo, 27 de agosto de 1707

### Permiso
Posteriormente a la primera petición de 1667 la Cofradía de la Virgen del Castañar precisó de nuevos ingresos para sufragar los gastos de las fiestas del 8 septiembre en honor a su patrona que rivalizaba en concurrencia con las de la Virgen de la Fuente Santa de Medinilla (Ávila), también celebradas con corridas de toros. Los patronos de dicha cofradía recogieron en el Libro de Cuentas de la Cofradía, folios del 5 al 10, el acta del 12 de septiembre del 1711 donde se concedió el permiso por parte del duque de Béjar Juan Manuel Diego López de Zúñiga Sotomayor para la construcción de una plaza cerrada junto a la ermita para realizar corridas de toros y el permiso para las mismas. En el acta se mencionan la forma y el recorrido que debería realizar en el futuro la procesión de la virgen, la cual debía llegar hasta dicha plaza y regresar a la ermita.

«[...] y se a conseguido licencia de dicho Señor, Excelentísimo, para hacer Plaza junto a dicha ermita y tener fiesta y corrida de toros [...] Ytem que para la dicha fiesta de Ntra. Señora del Castañar se an de nombrar en cada año un cuatro Mayordomos en esta Villa y lugares de su partido admitiendo en primer lugar a las personas que de voluntad lo pidan, y estos an de hacer la cosa y fiesta de toros en la Plaza que ahora se a hecho tan embrebe [...] It. Se acordó que a de salir presión de dicha Hermita fenecida la Misa lleuando a Ntra. Señora en sus Andas por la calle que está hecha asta dar buelta a la Plaza y volver [...] (Sic.)»
Diego García, presbítero de la Iglesia parroquial de Señor Santiago de Béjar

### Construcción
A través del libro de cuentas de la Cofradía de la Virgen del Castañar, folios 11 y 12,  y el acta de nombramiento de los mayordomos de la cofradía de 1711-1712, se puede verificar la fecha en la que estaba construida la plaza de toros pues se menciona en ella ya construida en 1711, la plaza, las puertas de la misma y los toriles; y en 1712 se completa con el corral y otras zonas; sin que existiese antes de esta fecha ningún desmonte de edificio o estructura previa al no tener concedido permisos para ello. Los costes de la obra se detallaron en el acta del 30 de septiembre de 1712 y ascendieron a 4 334 reales de vellón, en parte sufragados por limosnas y donativos.
El XI duque de Béjar Juan Manuel Diego López de Zúñiga Sotomayor y Castro encargó entre 1726 y 1727 a Buonaventura Ligli –conocido en España como Ventura Lirios–  una obra pictórica de la ciudad, en dicha obra aparece representada una corrida de toros en el coso taurino Bejarano.

## Historia
En el siglo XVII las prohibiciones de realizar festejos taurinos se suavizó en los reinados de Felipe III y Felipe IV, ambos aficionados taurinos, volviéndose a realizar corridas de toros, sin embargo en algunas zonas quedaron voces discrepantes que aplicaron sus propias medias con motivo de los costes de los festejos y otras discrepancias relacionadas con la forma de organizarlos. En esta línea el duque de Béjar prohibió realizar festejos entre 1667 hasta 1703.
Los primeros toros que se corren en la plaza de toros de Béjar datan de 1712 con motivo de las fiestas de la Virgen del Castañar, entre otros, se corrió un toro de limosna de los carpinteros y un novillo donado por Martín Fernández, de acuerdo con el acta de la Cofradía de la Virgen del Castañar. Los festejos siguieron realizándose en años siguientes hasta que el 23 de junio de 1723 un Decreto de Felipe V prohibía las fiestas de toros en todo el reino, la misiva fue remitida al Consistorio bejarano por el duque de Béjar el 28 de junio. Las fiestas de toros se retomaron en 1728 ininterrumpidamente. En 1799 se concede, mediante un carta remitida el 3 de septiembre de 1799 al concejo de Béjar, una Real Orden por la que se autorizan dos corridas de novillos al año y que la recaudación de las mismas se destinara al bien público local.
En el año 1863 se publica el primer pliego por el que sale a concurso en subasta el alquiler de la plaza durante un año, el importe de partida fue de dos mil quinientos reales y la puja de adjudicación alcanzó los tres mil quinientos reales, sin que se conozca el autor de la misma. Siete años después, el 30 de marzo de 1870 el ayuntamiento de nuevo sacó a concurso la gestión de la plaza con la condición de que deben realizarse tres corridas de toros como mínimo en las festividades de la Pascual de Resurrección, la Pascua de Pentecostés y en la Romería de la Virgen del Castañar, además se estableció el precio de la entrada máximo por setenta y cinco céntimos. En el pliego del 23 de mayo de 1875 se estableció como condición la presencia de cuadrillas formadas por dos espadas, cuatro banderilleros y tres picadores, así como la lidia de seis toros diarios, y se concreta la forma en la que serán arrastradas las reses finalizada su lidia. Se conoce por la documentación de los archivos municipales de Béjar que el adjudicatario fue Félix Mena por un importe de tres mil reales por festejo, el alcalde entonces fue Domingo Guijo. Como novedad en el año 1887 se permitió la instalación de un circo dentro de la plaza.
Con motivo del regreso de los soldados que combatieron en la guerra de Cuba se organizó una becerrada benéfica en 1899. El festejo fue aplazado hasta el día 23 de mayo a causa de las inclemencias meteorológicas, en el mismo fueron lidiados tres novillos por Nicolás Pérez El Meleño e Isidoro Pamo.
La plaza se adjudicó en 1934 a Octaviano Fernández por un precio de 800 pesetas. Ese año, el 26 de septiembre, lidiaron en el coso bejarano las señoritas toreras Amalia y Enriqueta Palmeño, conocidas como las Hermanas Palmeño.

## Características

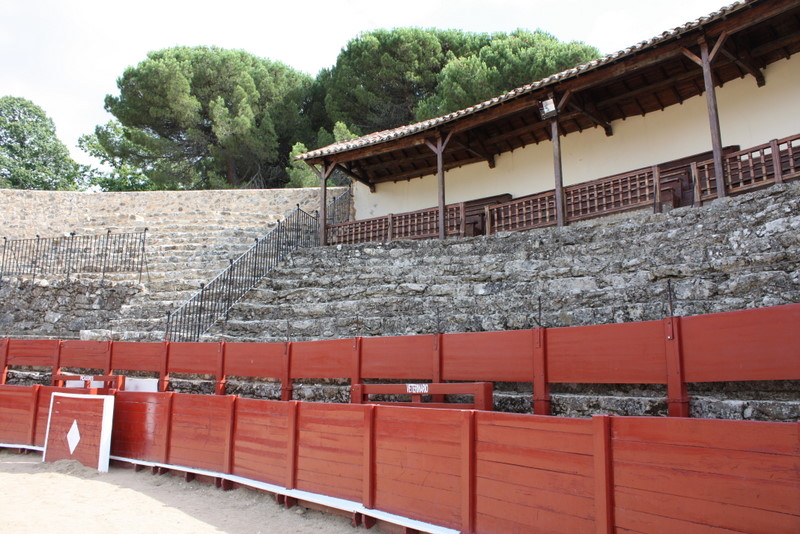
Gradas originales, tendidos de sombra

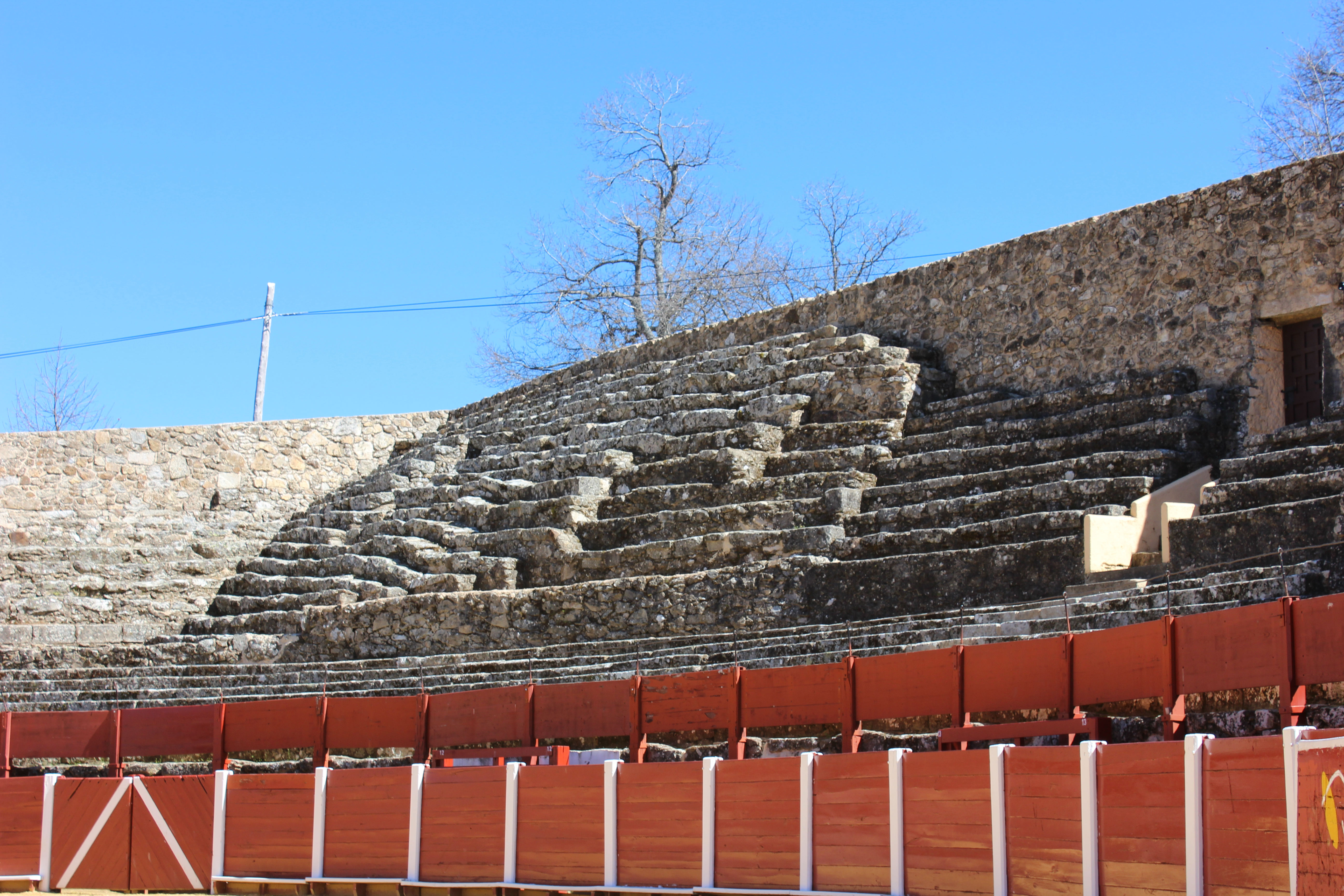
Gradas originales tendido de sombra

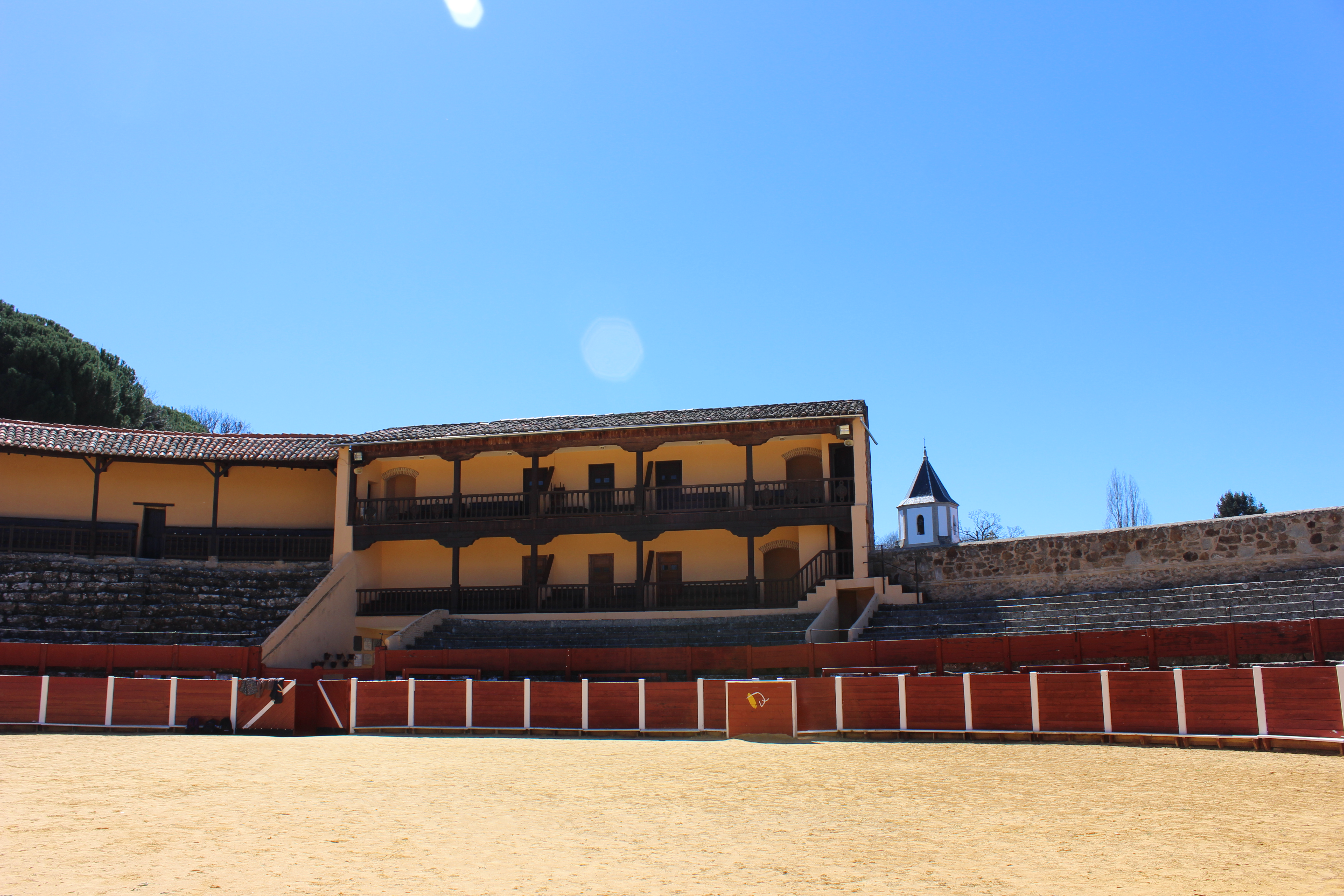
palco presidencial

Esta plaza que se configura como un polígono exento –construcción que no comparte superficies verticales con otro edificio– que encierra un coso circular de 41 metros de diámetro, construida en 1711 en piedra, con aforo para 3 500 personas, conserva el mismo perímetro y superficie general, con los chiqueros y dependencias que en su día autorizase el XI duque de Béjar, Juan Manuel López de Zúñiga.
Tras la primera construcción se reformaron los dos tendidos existentes a los que se les añadieron asientos de granito en el año 1713. Las obras fueron costeadas por los vecinos de Béjar, Candelario y La Garganta a instancia de Antonio Algibar y Fernando de la Vega oficiales del Regimiento Militar de Portugal y sus esposas, hijas de empresarios bejaranos, para poder tener asientos reservados para los festejos. Los tendidos son los más antiguos que conserva la plaza y reciben el nombre de Tendido de la Virgen y Tendido de la Pedriza. Fueron inaugurados en diciembre de 1713 con motivo de una corrida de toros en conmemoración de la firma del Tratado de Utrech.
Los toriles fueron reformados en 1747 por un coste de 1 313 maravedíes, y el 8 de abril de 1776 se contrató a maestros canteros de Portugal para realizar arreglos en la plaza.
De la segunda mitad del siglo XX datan el edificio principal de tres plantas que cobija el palco presidencial (1850) de acuerdo con el contrato firmado el 3 de octubre de 1849 por Luis Pérez Orodea, José López, Cayetano Medina y Juan Sánchez de Manuel ante Juan Bueno Téllez conservado en el Archivo Histórico Provincial de Salamanca. Las paredes de los corrales y una puerta para los mismos, la instalación de seis puertas de chiqueros y una más de arrastre, seis puertas en la talanquera del ruedo, vigas de refuerzo de la cubierta de los chiqueros y el suelo de madera en la parte del arrastre en los chiqueros, se construyó la talanquera interior –burladeros– y se la dotó de estribos, por último se arregló el palco de autoridades todos ellos construidos en 1879. El presupuesto de dichas mejoras fue de 18 058 pesetas y fue adjudicado a Victoriano Muñiz quien rebajó el coste de las obras hasta 16 320 pesetas. El historiador taurino José Sánchez de Neira menciona que la plaza en 1879 contaba con 5 000 localidades, capacidad que se mantenía en 1881.
En 1896 la plaza de toros presentaba deficiencias por lo que se inició la rehabilitación de la misma. La licitación fue concedida a Segundo Cascón por un importe de tres mil pesetas junto con la gestión de la misma. Un informe del ayuntamiento puso de manifiesto varias deficiencias de la plaza en 1917, por lo que el 29 de abril se presentó un proyecto para afrontar las obras de mantenimiento de las puertas de los chiqueros, la talanquera del callejón, el arreglo de la meseta de toriles y del arrastradero por un importe de 8 284 pesetas que sale a subasta junto la adjudicación por diez años de la plaza. Tras quedar desierta, el ayuntamiento presenta un nuevo pliego que mantiene el arreglo de las puertas de toriles y la adjudicación de la gestión por cuatro años que fue adjudicado a Cándido García Sánchez quien lo cede en 1918 a Valeriano Rodríguez Gómez.
El callejón de la plaza desaparición en 1956 y la plaza en ese periodo mostraba un evidente deterioro, motivo por el cual el entonces alcalde Ramón Olleros mandó la restauración del edificio. La plaza fue restaurada en los años 60 para reparar la talanquera que desapareció en 1956, los corrales que se perdieron entre 1962 y 1963 más las puertas de chiqueros elementos construidos en 1879. Tras fallecer Ramón Olleros en accidente de circulación junto al aparejador Francisco Fernández Borrego y varios concejales del ayuntamiento en 1962, las obras de restauración del coso quedaron en suspenso hasta 1993, año en el que se creó la escuela taller Alaíz, dirigida por Luis Martín Flores, para abordar la restauración del mismo. Finalizada la restauración, la plaza fue inaugurada el 9 de agosto de 1996. Cuenta con taquilla, enfermería y aseos en la planta baja del edificio. En la primera planta se encuentran tres palcos, una sala de exposiciones y aseos. En la segunda planta se encuentran una segunda sala de exposiciones, tres palcos y un aseo. Callejón con dos accesos, tendidos de sol y sombra, toriles, corrales.
El 11 de julio de 1997 aparece la plaza en la resolución del 25 de junio del mismo año de la Dirección General de Patrimonio y Promoción Cultural de la Consejería de Educación y Cultura, por la que se acuerda sobre la base de los datos anteriores la declaración de Bien de Interés Cultural de la plaza de toros de la ciudad de Béjar.

## La Virgen del Castañar
Con motivo del aniversario del 3º centenario de la plaza el 8 de septiembre de 2011 se recuperó la tradición de 1711 de llevar en procesión una imagen de la Virgen del Castañar, patrona de Béjar, desde el santuario hasta la plaza de toros. La imagen que se emplea desde 2015 es una talla de madera realizada por el imaginero Fernando Montosa. Se recaudaron fondos entre los bejaranos para sufragar el coste de la saya y del manto, las angarillas necesarias para portar la imagen fue una donación anónima. El 29 de agosto de 2015 en la plaza de toros se realizó un acto de bendición de la imagen por parte de los padres Teatinos que custodian el santuario. La primera procesión fue el 8 de septiembre de 2015 a llevada por la Asociación Amigos de la Plaza de Toros, peñas locales y autoridades locales. Los actos se cerraron con la tradicional corrida de toros en la que torearon Pedro Moya el Capea, Damián Castaño y José Garrido.

## Unión de Plazas de Toros Históricas
La Unión de Plazas de Toros Históricas —creada y registrada originalmente como Unión de Plazas de Toros Históricas e España— es una asociación creada el 10 de marzo del 2000 a iniciativa de la Asociación Amigos de la Plaza de toros de Béjar, una asociación creada en el año 1999 con el fin de conservar y difundir la antigüedad de la plaza de toros bejarana, y de  los alcaldes de Almadén, Campofrío y Santa Cruz de Mudela en colaboración con la Real Federación Taurina de España con el fin de proteger y agrupar las plazas de toros construidos expresamente como coso taurino e inaugurados entre los siglos XVIII-XIX y que están catalogados Bien de Interés Cultural, Histórico o Turístico. Las plazas de toros consideradas históricas son:
- Plaza de toros de Béjar (1711)
- Plaza de toros de las Virtudes de Santa Cruz de Mudela, Ciudad Real (1716).[50]
- Plaza de toros de Campofrío, Huelva (1718).[50]
- Plaza de toros de Almadén, Ciudad Real (1752-1755).[50]
- Plaza de toros de Acho, Lima (1765).[50][51]
- Plaza de toros de Rasines, Cantabria (1766).[52]
- Plaza de toros de Aranjuez (1796).[53]
- Plaza de toros vieja de Tarazona, Zaragoza (1790).[50][54]
- Plaza de toros de Azuaga, Badajoz (1843).[50][55]
- Plaza de toros del Santuario de Nuestra Señora de las Nieves de Almagro, Ciudad Real (1845).[56][57]
- Plaza de toros de Toro (1828).[58]
- Plaza de toros de Zalamea la Real, (1888).

## Festival de Blues
Cada año en el mes de julio se realiza en la plaza de toros bejarana el Festival Internacional de Blues, un evento en el que se dan cita diferentes artistas de talla internacional. El festival acoge durante varios días diferentes actividades, exposiciones, jam session, talleres, cursos en torno al blues y conciertos, siendo los conciertos tanto matutinos como vespertinos en el coso taurino. El festival se inició en el año 2000 está organizado por el ayuntamiento de la ciudad y la Consejería de Cultura y Turismo de la Junta de Castilla y León y patrocinado por diferentes entidades culturales provinciales y locales. Entre los músicos que han participado en las diferentes ediciones del festival destacan:
- Buddy Miles
- Joe Turner
- Canned Heat
- John Lee Hooker Jr.
- Javier Vargas
- Raimundo Amador
- Eric Burdon
- Robert Cray
- John Németh
- Janiva Magnes
- Coco Montoya
- Laurence Jones
- Zac Harmon
- John Primer
- Truddy Lynn
- Toronzo Cannon & The Chicago Way
- Watermelon Slim
- José Luis Pardo & The Mojo Workers
- Boo Boo Davis

## Lotería Nacional
Lotería Nacional de España editó una colección de números dedicada a la tauromaquia a lo largo de los sorteos realizados durante 1971, los décimos fueron ilustrados con viñetas con los temas más significativos. La plaza de toros de Béjar ilustró los décimos correspondientes al sorteo ordinario número 19 realizado del 18 de junio de 1971, se pusieron a la venta 60 000 billetes con un precio de 50 pesetas el décimo y un premio de 2 millones de pesetas al décimo número 04523.

## III Centenario de la plaza
Con motivo del III centenario de la inauguración de la plaza de toros se realizaron diferentes actos conmemorativos entre los que destacan las ediciones de un número de la lotería nacional española puesto a la venta en la colección Conmemorativos de Loterías y Apuestas del Estado en el que se ilustraron los décimos del sorteo del 25 de agosto de 2011 con una viñeta del coso bejarano obra del serigrafista taurino José Antonio Moreda Maroto. Los décimos tuvieron un precio de 3 euros.
Además se puso a la venta un cupón de la ONCE cuyo sorteó se realizó el 10 de septiembre de 2011. Junto con la lotería y el cupón de la ONCE se editó un sello postal con la imagen de la plaza de toros. Ambos elementos con la misma ilustración mostrada en el décimo de lotería nacional realizada por Moreda.

## Efemérides taurinas

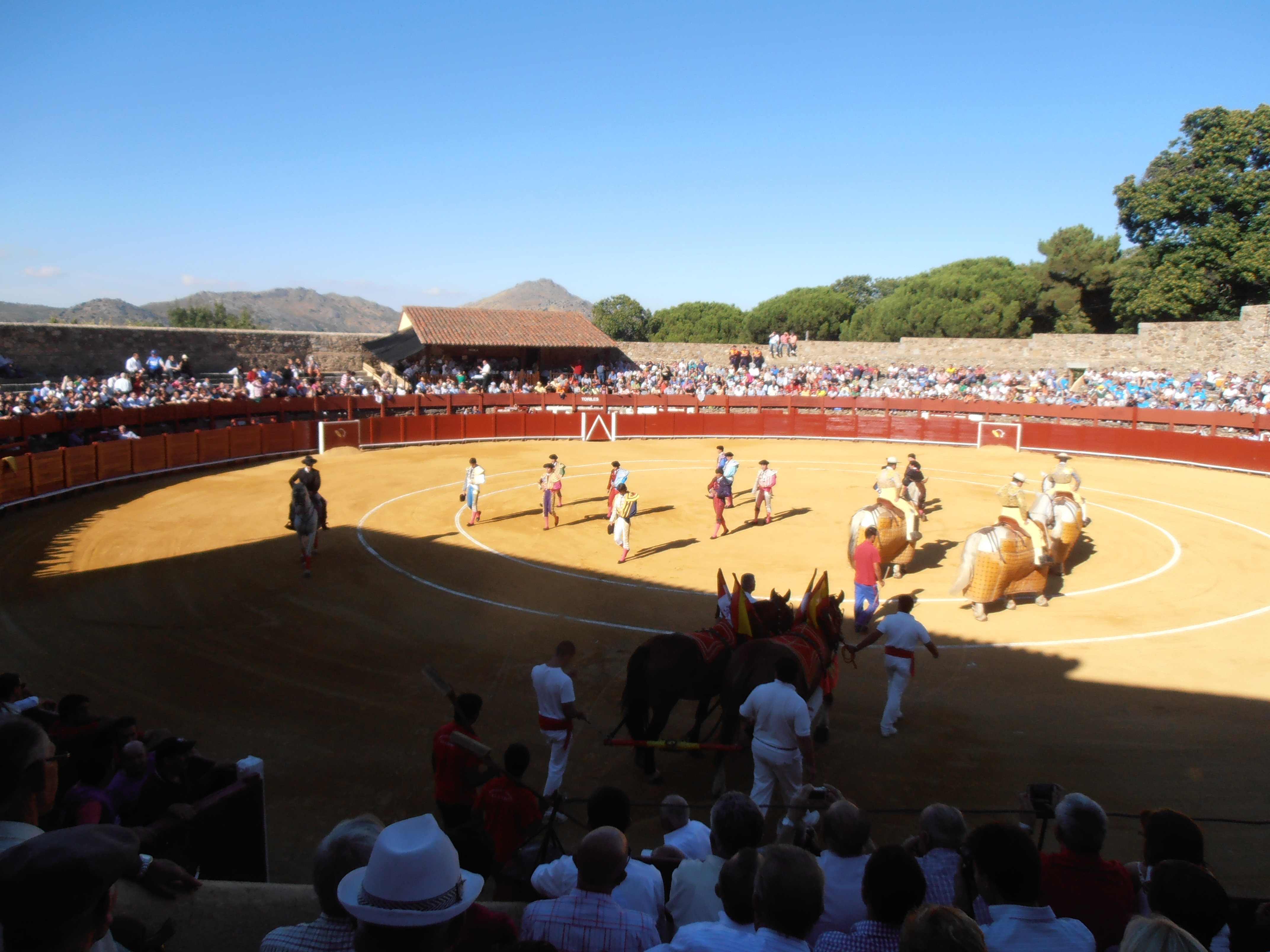
corrida de toros en las fiestas de la VIrgen del Castañar (2013)

Desde su construcción en 1711 la plaza de toros La Ancianita ha realizado diferentes festejos taurinos entre los más frecuentes están las novilladas y las corridas de toros, en alguna ocasión puntual se han celebrado mojigangas o toreo cómico. Entre los lidiadores que han realizado el paseíllo destaca el que hizo el 30 de julio de 1911 José Gómez Ortega entonces apodado Gallito  –más tarde fue conocido como Joselito– en su etapa de novillero, un año antes de tomar la alternativa, repitió actuación con motivo de las fiestas patronales.
- 1712, primera corrida de toros con motivo de las fiestas de la Virgen del Castañar.
- 1721, no se celebran festejos taurinos.
- 23 de junio de 1723, un Decreto de Felipe V prohibía las fiestas de toros en todo el reino.
- 1728 se retoman las fiestas de toros.
- 1758, sin festejos taurinos a causa del fallecimiento de la reina María Bárbara de Braganza, esposa de Fernando VI.[25]
- 14 de septiembre de 1778, capea y corrida de seis toros con motivo del nacimiento del hijo de la duquesa y condesa de Béjar M.ª Josefa Alfonso Pimentel.[25]
- 12 de septiembre de 1854, se anunciaron para lidiar en la plaza toros de la ganadería brava los Terrones, los diestros Francisco Arjona Curro Cúchares, Julián Casas el Salamanquino y Manuel Lucas Blanco. Los diestros fueron asistidos en la lidia por Francisco Ortega Cuco, Juan Rincón, Manuel Gallardo, Nicolás Raro, Francisco Espeleta, Francisco Díaz Paco de Oro, José Amaya y José Vera.[71]
- 9 de septiembre de 1856, con motivo de las fiestas patronales realizaron el paseíllo Domingo Rivera Moya y Francisco Martín Corneta. El diestro Domingo Rivera resultó herido de gravedad a consecuencia de las secuelas abandonó el toreo profesional, hizo alguna aparición como torero cómico en Madrid (28 de diciembre de 1856).[71]
- 1878, festejo por la festividad de la Pascua de Pentecostés, se lidiaron cuatro novillos en un festejo organizado por Francisco y Juan Aprea, la Casa del Buen Pastor suministró las sillas de picar.[40]
- 23 de octubre de 1885, torearon el gaditano José Montero y el sevillano José Brazales.[40]
- 23 de agosto de 1886, corrida de toros de la ganadería de Juan Murel lidiados por Valentín Martín y Tomás Parrondo Manchado.[26]
- 21 de mayo de 1887, corrida de toros de la ganadería de los Montalvo que fueron lidiados por Antonio Boto Regaterín de Madrid y Juan Domínguez el Pulguita de Sevilla.[26]
- 30 de julio de 1911, novillada de la ganadería Lamamié de Clariac (Salamanca), lidiaron José Gárate Limeño III y José Gómez Ortega Gallito –conocido posteriormente como Joselito el Gallo–.[69][72][70]
- 10 de septiembre de 1911, novillada benéfica, ganadería Santiago Sánchez y Sánchez (de Terrones) repitieron cartel José Garate Limeño III y José Gómez Ortega Gallito.[73][72][70]
- 28 de septiembre de 1913, lidiaron Mauro y Angelete.[74]
- 9 de septiembre de 1917, ganadería Santiago Sánchez Sánchez (de Terrones), en el cartel Ángel Fernández Angelete, que se despidió como novillero, y Pepe Mora.[n 2][77]
- 25 de julio de 1920 novillada por las fiestas de Santiago Apóstol, ganadería de Sánchez Rico Hermanos (Terrones) lidiada por Manuel Granero y Lorenzo Ocejo Ocejito chico.[39][69]
- 25 de septiembre de 1925: corrida de toros con motivo de la feria de San Miguel, ganadería: Andrés Sánchez de Coquilla lidiada por Ignacio Sánchez Mejías y como sobresaliente Bombita IV.[78][79][80]
- 2 de julio de 1933, velada de boxeo en la que combatieron Manuel García contra Martín Nuevo (peso wélter), Ino y Torres (peso ligero), Ambrosio Pérez  contra Cádiz (peso gallo) y Álvaro Santos contra Alpañes.[81]
- 26 de septiembre de 1934, novillada por las fiestas patronales, lidiaron las Hermanas Palmeño –Amalia y Enriqueta–.[28]
- 9 de agosto de 1996, reinauguración de la plaza de toros, se lidiaron reses de la ganadería brava de Ramón San Román por parte de los diestros Emilio Muñoz, Joselito y José Ignacio Sánchez.[82]
- 9 de septiembre de 2018, Finito de Córdoba, Pedro Gutiérrez el Capea y Paco Ureña, toros de la ganadería de Vellosino y sobrero de la de San Mateo.[83]
- septiembre de 2019, Uceda Leal, El Capea y Damián Castaño que sustituyó a Joaquín Galdos, ganadería de Francisco Galache.[84]